# Diquís-Kultur

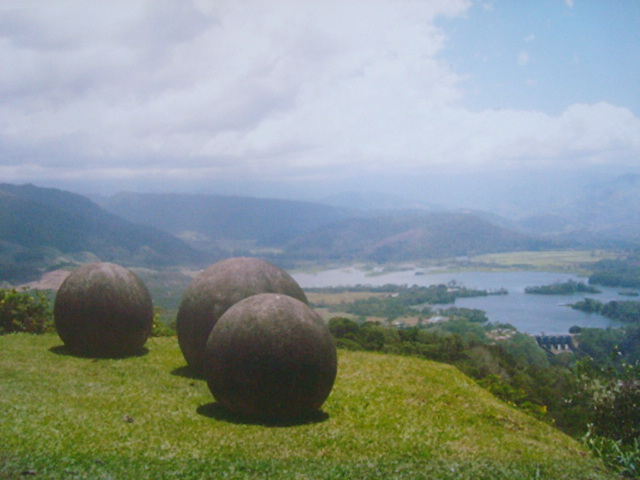
Steinkugeln von Costa Rica

Die sogenannte Diquís-Kultur entstand auf dem Gebiet des heutigen mittelamerikanischen Staates Costa Rica. Ihre archäologischen Zeugnisse, die den mesoamerikanischen Pazifikkulturen zuzurechnen sind, gehören zu den Höhepunkten präkolumbischer Kunst.

## Kulturraum
Der Kulturraum der Diquís-Kultur wird entlang der Pazifikküste Costa Ricas, insbesondere im Mündungsgebiet des Río Térraba verortet, dessen indigener Name in der Boruca-Sprache Diquís lautet, was so viel bedeutet wie „großes Wasser“ oder „großer Fluss“.

## Geschichte
Die Entstehung der Diquís-Kultur ist umstritten; ihr Beginn wird manchmal auf die Zeit um 300 v. Chr. datiert und ihre Blütezeit von etwa 700 n. Chr. bis in die Zeit der spanischen Eroberung (ca. 1530). Da sich bearbeitete Steine und Metalle nur anhand von Stilkriterien datieren lassen, sind die vollkommen unterschiedlichen Funde bislang zeitlich kaum einzuordnen. Woher die Diquís-Kultur ihre künstlerischen Anregungen erhielt, ist völlig unklar – die nächstgelegene Maya-Stadt ist das etwa 800 Kilometer nordwestlich gelegene Tazumal im heutigen El Salvador; die nächstgelegenen goldverarbeitenden Kulturen Südamerikas befanden sich im über 1000 Kilometer entfernten Kolumbien.

## Funde
Architektonische Funde wurden keine gemacht – man muss deshalb annehmen, dass die Menschen der Diquís-Kultur in einfachen Hütten aus Astgeflecht mit Schilf- oder Strohdächern lebten. Auch religiöse Bauwerke wie Tempel oder gar Tempelpyramiden existierten nicht oder wurden aus denselben einfachen Materialien erbaut. Viele Kleinfunde stammen aus Zufallsentdeckungen und Raubgrabungen; systematische archäologische Grabungen haben bislang kaum stattgefunden. Die Funde reichen von massiven rundbehauenen Steinkugeln über kleine durchbrochene Steinfiguren bis hin zu gegossenen oder getriebenen Goldfigürchen. Steinerne Stelen oder gar Schrift- und Kalenderglyphen gehören nicht zum künstlerischen Repertoire der Diquís-Kultur. Die Mehrzahl der gefundenen Stücke ist im Museo del Oro Precolombino in der Hauptstadt San José ausgestellt.

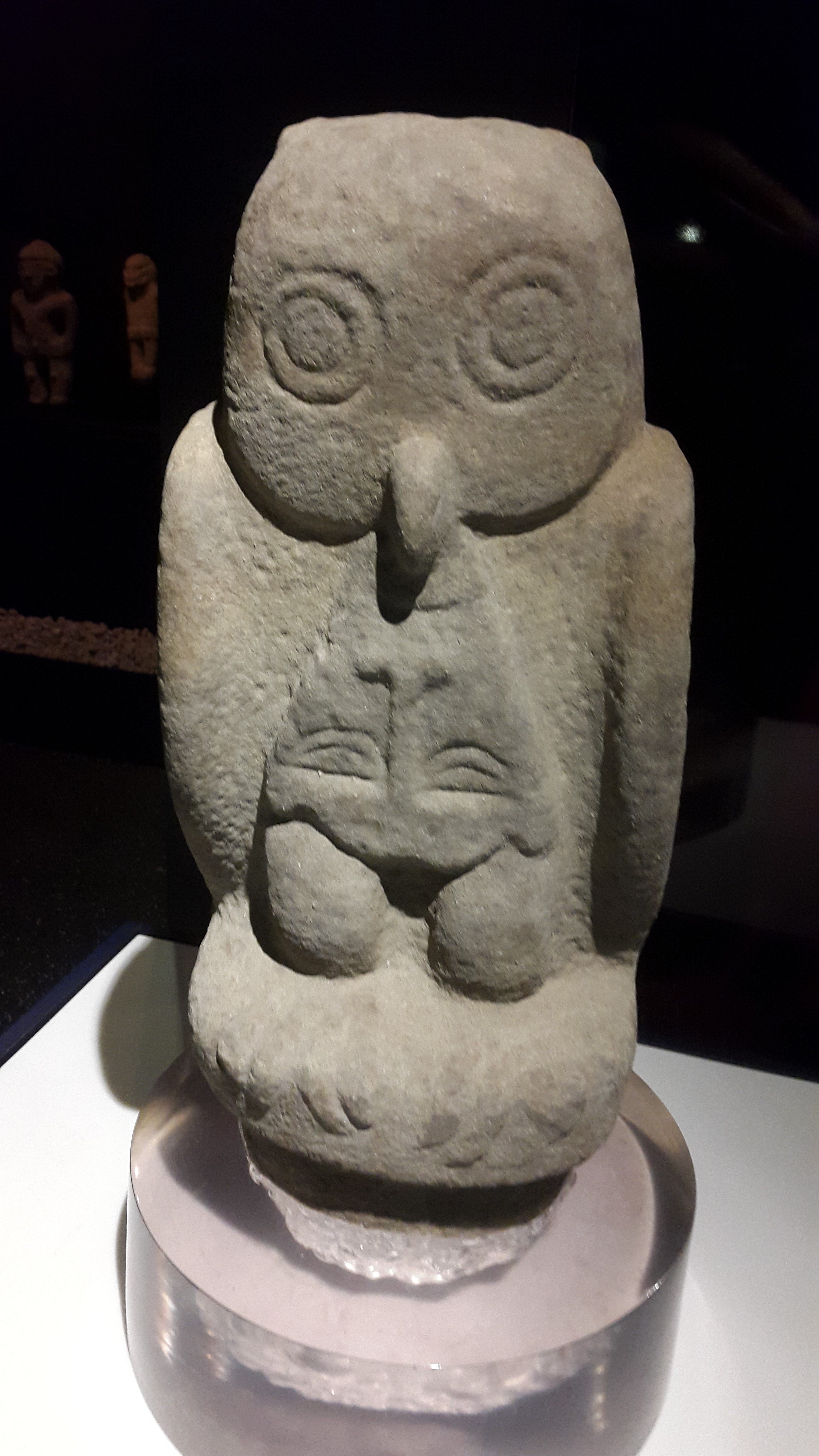
Eule
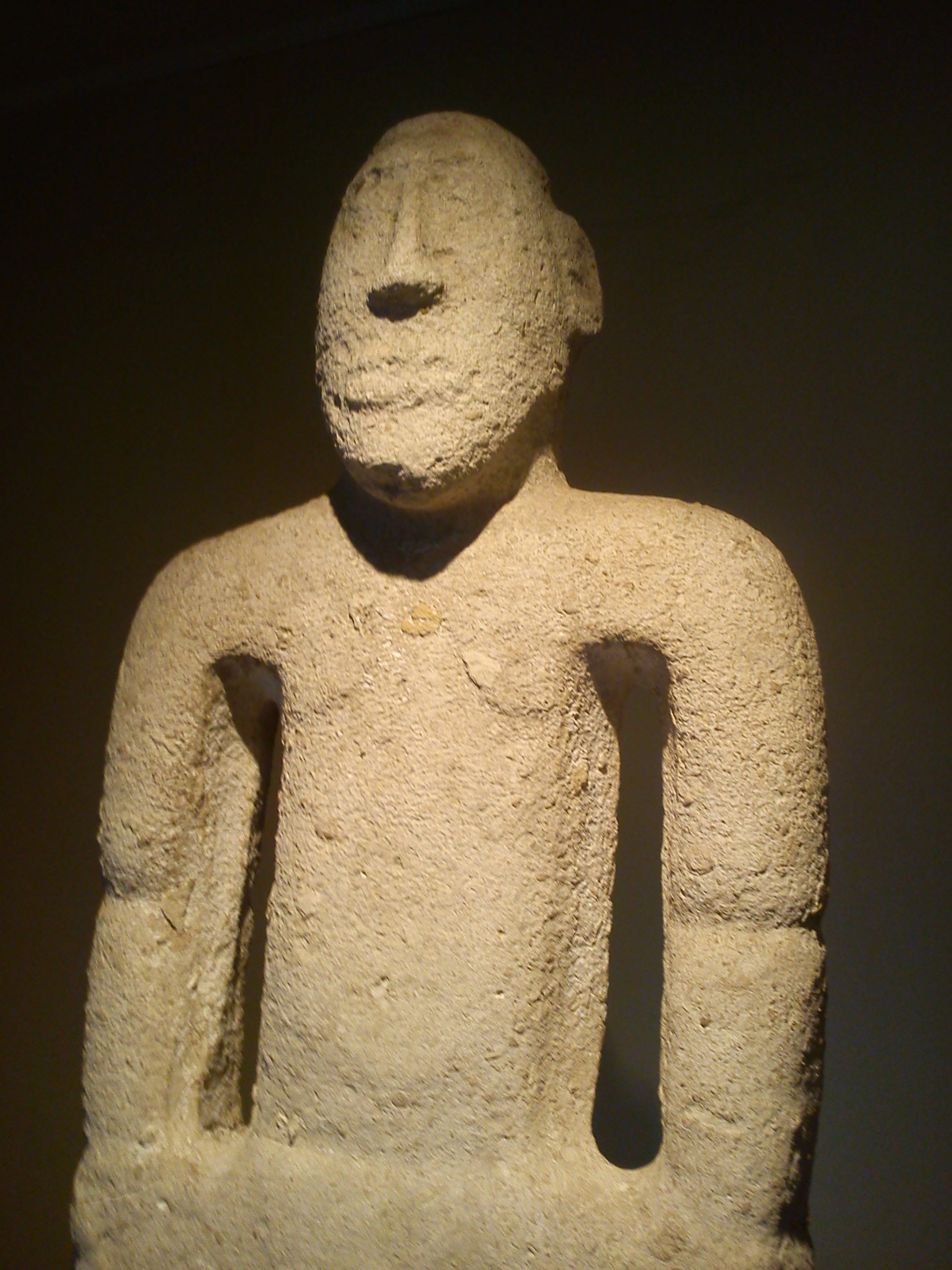
Menschlicher Torso
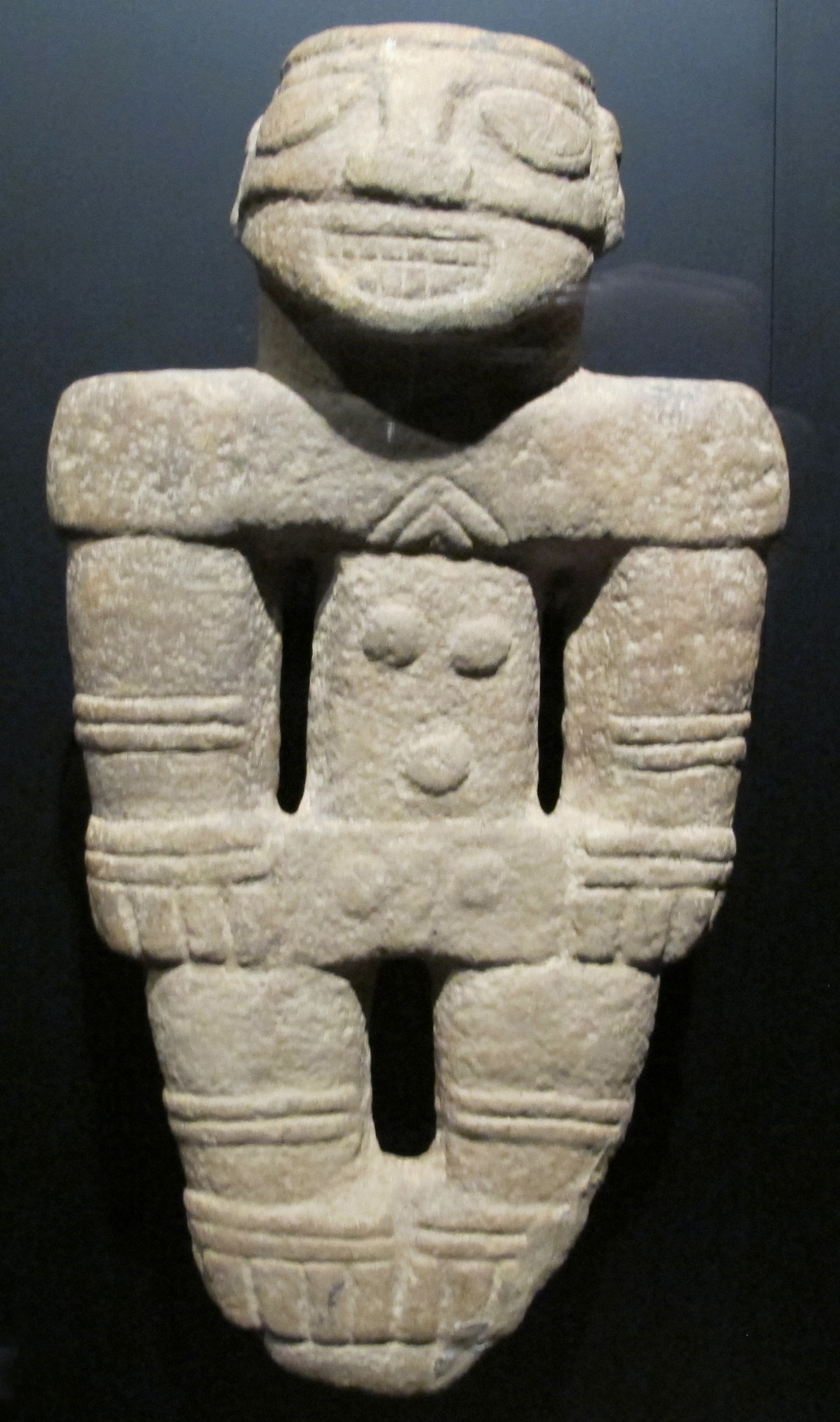
Priester oder Schamane mit Jaguarkopf
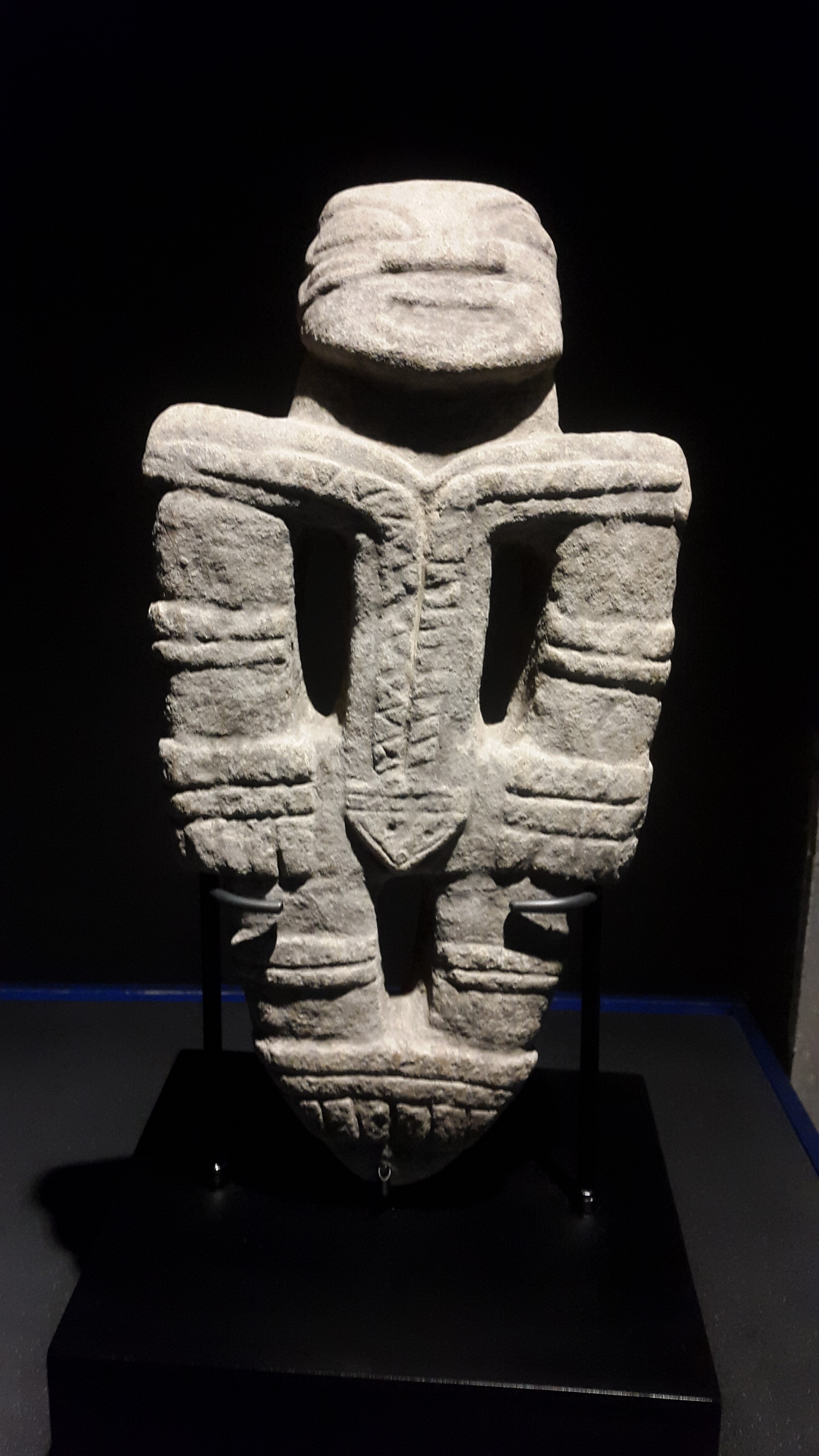
dto.
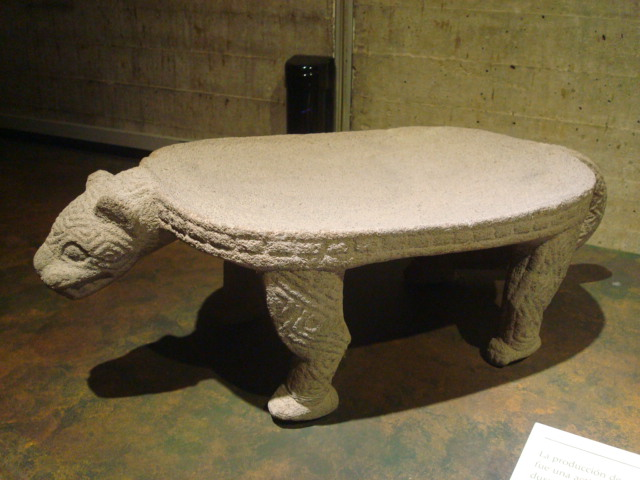
Reibstein (metate) in Jaguarform
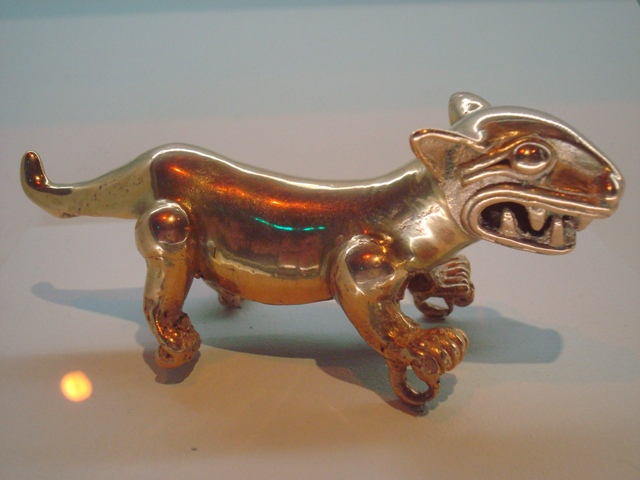
Puma
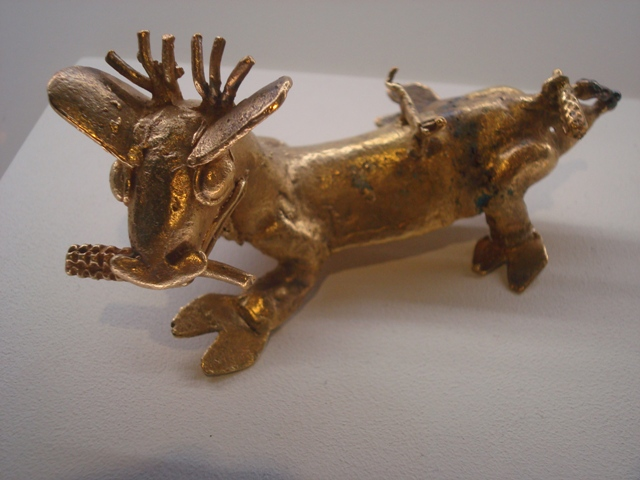
Hirsch
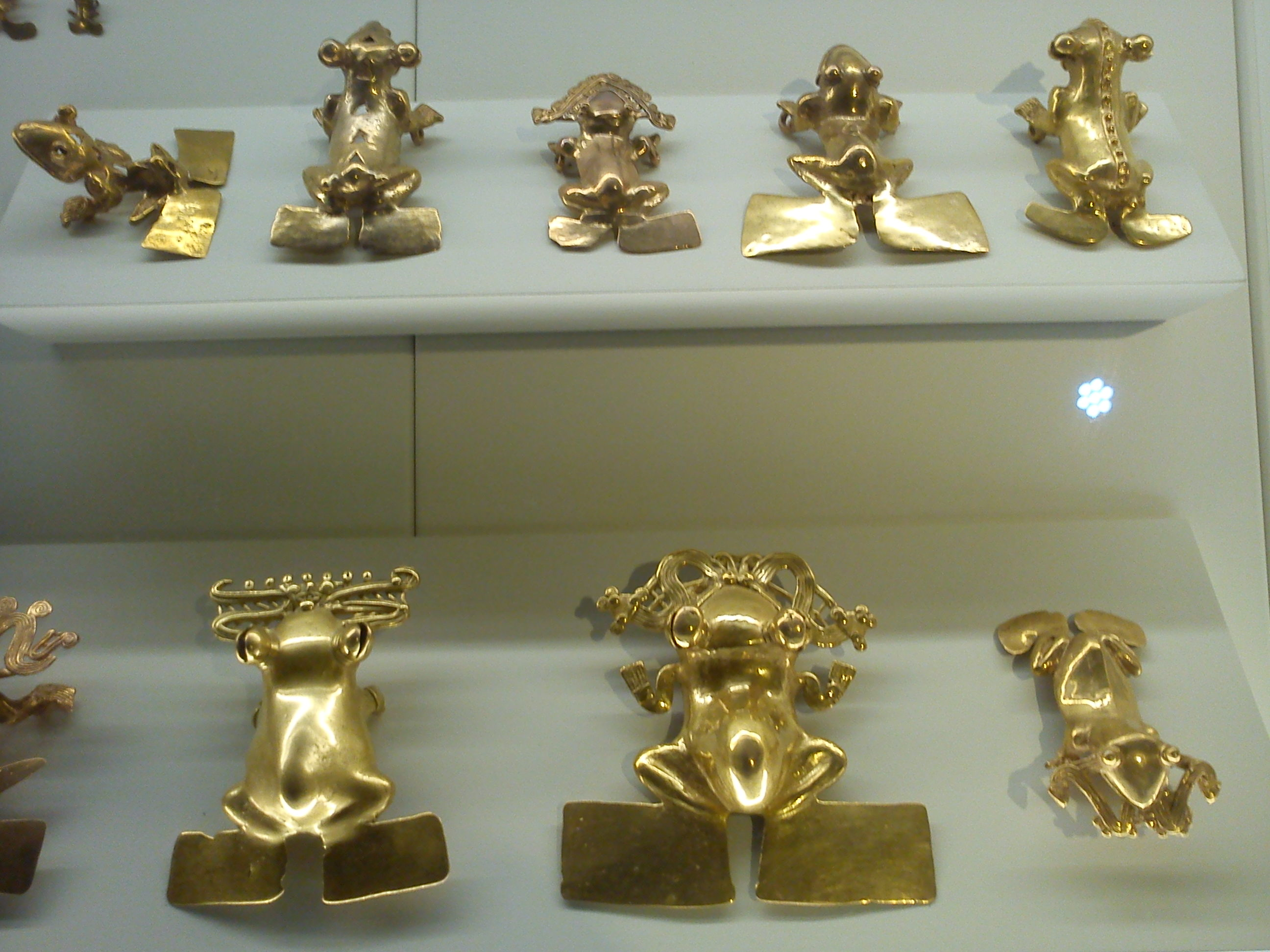
Kleine Frösche
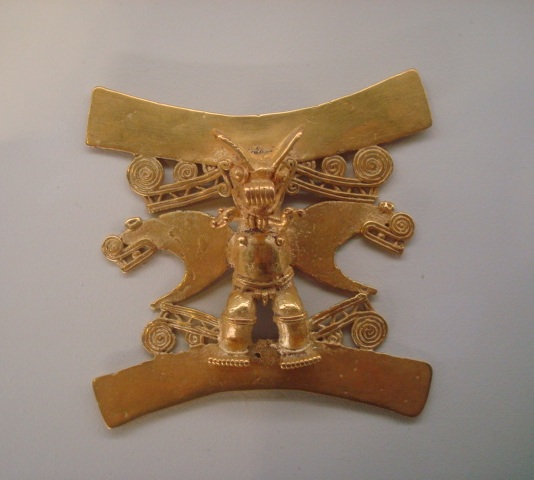
Adlergott (?)
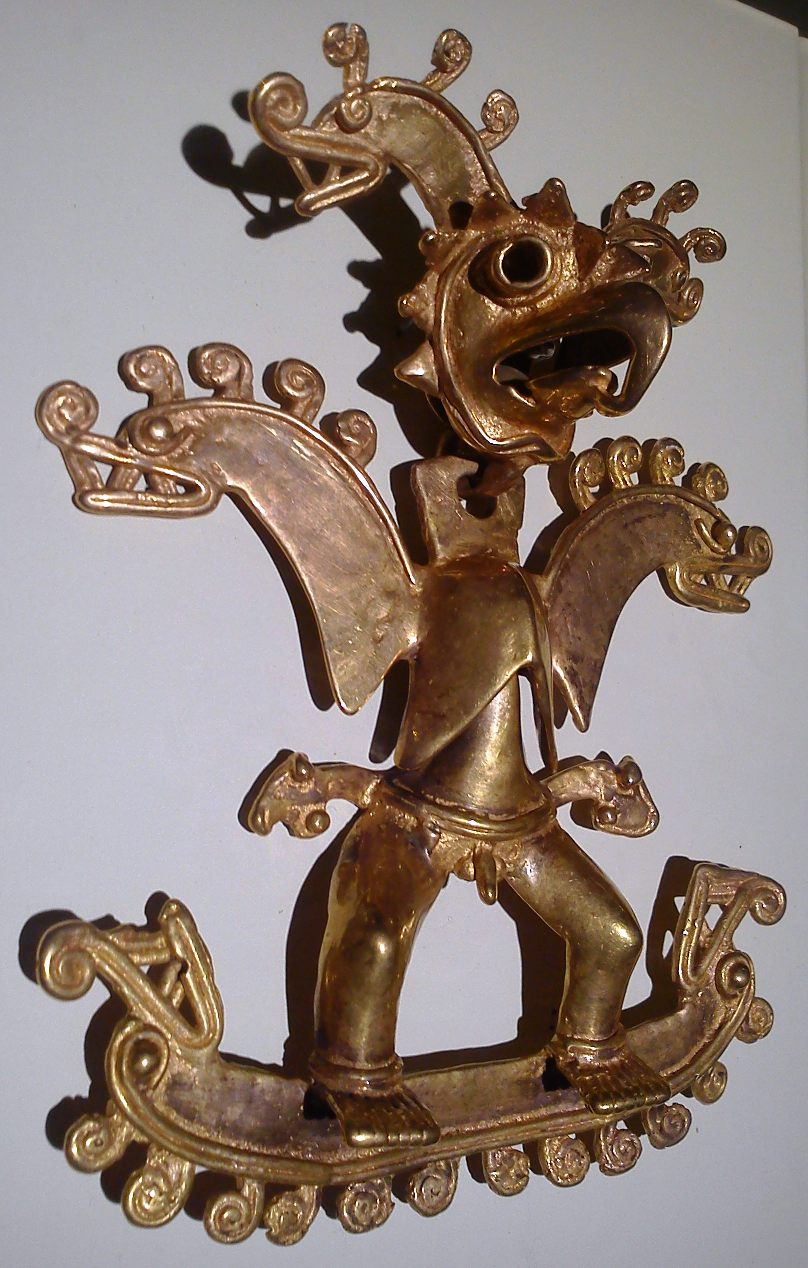
Gott Sibú (?)